# Vladimír Weiss (Fußballspieler, 1989)
Vladimír Weiss (* 30. November 1989 in Bratislava) ist ein slowakischer Fußballspieler, der seit Februar 2020 bei ŠK Slovan Bratislava unter Vertrag steht.

## Vereinskarriere
Weiss begann mit dem Fußballspielen bei Inter Bratislava. 2006 wurde der damals 16-jährige Mittelfeldspieler von Manchester City verpflichtet. Mit deren Jugendmannschaft gewann er in der Saison 2007/08 den FA Youth Cup. Im Rückspiel erzielte er ein Tor und war so am Sieg beteiligt. In der Premier League debütierte Weiss am 24. Mai 2009. Am letzten Spieltag der Saison 2008/09 kam er beim 1:0-Erfolg seiner Mannschaft gegen die Bolton Wanderers in der 70. Spielminute für Stephen Ireland aufs Feld. In der Premier League wurde er 2009 nicht weiter eingesetzt, aber im League Cup spielte er noch zweimal. Am 2. Dezember 2009 erzielte er sein erstes Tor als Profi gegen den FC Arsenal.
Im Januar 2010 wurde Weiss an die Bolton Wanderers verliehen und kam einen Tag später zu seinem ersten Spiel. Im August 2010 wurde Weiss für eine Saison an die Glasgow Rangers verliehen. Er wurde mit den Rangers Schottischer Meister 2011. Für die Saison 2011/12 wurde er nach Spanien zu Espanyol Barcelona verliehen.
Zur Saison 2012/13 wechselte Weiss zum italienischen Erstligisten Delfino Pescara 1936. Er unterschrieb beim Aufsteiger einen Einjahresvertrag bis zum 30. Juni 2013 mit Option auf weitere Spielzeiten.
Bereits nach nur einem Jahr verließ Weiss den italienischen Klub, der in die Serie B abstieg. Er wechselte zum griechischen Meister Olympiakos Piräus und unterschrieb einen Dreijahresvertrag.
In der Winterpause der Saison 2013/14 wechselte er überraschend zum Lekhwiya Sports Club nach Katar. Weiss unterschrieb einen Viereinhalbjahresvertrag, der ihm zwei Millionen Euro jährlich einbringen soll.
Im Februar 2016 wechselte Weiss zu Al Gharafa.

## Nationalmannschaft
Weiss debütierte am 12. August 2009 in der slowakischen Nationalmannschaft beim 1:1-Unentschieden in Reykjavík gegen Island. Er gehörte auch zum slowakischen Kader für die Fußball-Weltmeisterschaft 2010, bei der er bei drei Spielen auf dem Platz stand. Im ersten Spiel gegen Neuseeland wurde er zum Spieler des Spiels ernannt.
Bei der Fußball-Europameisterschaft 2016 in Frankreich wurde er in das Aufgebot der Slowakei aufgenommen. In allen vier Partien im Turnier stand er in der Startaufstellung. Beim zweiten Spiel gegen Russland erzielte er die 1:0-Führung und bereitete das 2:0 vor. Gegen Deutschland spielte er im Achtelfinale nur die erste Halbzeit, dann wurde er beim Stand von 0:2 ausgewechselt. Das Team verlor 0:3 und schied aus.
Zur Fußball-Europameisterschaft 2021 wurde er in den slowakischen Kader berufen, kam aber mit diesem nicht über die Gruppenphase hinaus.

## Sonstiges
Weiss’ gleichnamiger Vater ist ehemaliger Fußballspieler und ehemaliger Trainer der slowakischen und der georgischen Nationalmannschaft. Sein gleichnamiger Großvater war ebenfalls Fußballspieler, er spielte dreimal in der tschechoslowakischen Nationalmannschaft.

## Erfolge
- Achtelfinale bei der Fußball-Weltmeisterschaft 2010 in Südafrika
- Schottischer Meister: 2011